# Helmut Poppe
Helmut Poppe (* 8. Oktober 1926 in Niederhannsdorf; † 26. Juli 1979 in Ost-Berlin) war ein deutscher Generalleutnant der Nationalen Volksarmee (NVA). Er war von 1962 bis 1971 Stadtkommandant in Ost-Berlin, danach Stellvertretender Minister für Nationale Verteidigung der Deutschen Demokratischen Republik (DDR).

## Leben
Der Sohn eines Chemiearbeiters begann nach dem achtjährigen Schulbesuch eine Lehre als Elektriker und trat bereits am 22. September 1948 in die Volkspolizei der Sowjetischen Besatzungszone (SBZ) ein, in der er zunächst Wachtmeister in der 5. Volkspolizei-Bereitschaft in Apollensdorf war. Danach war er nacheinander Gruppenführer, Zugführer und Kompaniechef in der VP-Bereitschaft in Bernburg (Saale) sowie der VP-Schule Erfurt. 1950 trat er in die SED ein und besuchte von 1951 bis 1952 einen Sonderlehrgang in der UdSSR.
Nach seiner Rückkehr war er zunächst Stellvertretender Kommandeur für Allgemeines in der Dienststelle der Kasernierten Volkspolizei (KVP) Kochstedt und danach von 1953 bis 1956 Abteilungsleiter im Stab der KVP. 1954 wurde er vorzeitig zum Oberstleutnant befördert. Zwischen 1956 und 1959 war er Chef der Verwaltung Ausbildung im Ministerium für Nationale Verteidigung (MfNV), ehe er bis 1961 an der Generalstabsakademie der UdSSR studierte und diese mit dem akademischen Grad Diplom-Militärwissenschaftler abschloss.
Nachdem er in die DDR zurückgekehrt war, wurde er am 15. August 1961 als Oberst Kommandeur der 4. motorisierten Schützendivision (MSD) in Erfurt.  Am 23. August 1962 wurde er bei gleichzeitiger Ernennung zum Generalmajor sowjetischerseits unter Ablösung des Kommandanten des sowjetischen Sektors von Berlin, Andrei Solowjow, zum „Stadtkommendanten von Berlin“ erklärt. In dieser Verwendung befahl er seinen Offizieren: „Kein Grenzverletzer darf lebend West-Berlin erreichen.“ Den Posten des Stadtkommandanten bekleidete er fast neun Jahre bis zum 31. Mai 1971. In dieser Funktion wurde er am 1. März 1971, dem Jahrestag der NVA, zum Generalleutnant befördert. 1971 folgte seine Ernennung zum 1. Stellvertretenden Chef des Militärbezirkskommandos V (Neubrandenburg). Nachfolger als Stadtkommandant von Berlin wurde Generalleutnant Artur Kunath.
Am 15. September 1972 wurde er zum Stellvertretenden Minister für Nationale Verteidigung ernannt und war als solcher Chef der Rückwärtigen Dienste. Dieses Amt übte er bis zu seinem Tode aus.
Für seine Verdienste innerhalb der NVA wurde er unter anderem mit dem Vaterländischen Verdienstorden in Gold und dem Kampforden „Für Verdienste um Volk und Vaterland“ in Gold ausgezeichnet.
Poppe starb im Alter von 52 Jahren in Berlin. Sein Grab befindet sich in der Gräberanlage für Opfer des Faschismus und Verfolgte des Naziregimes  auf dem Zentralfriedhof Friedrichsfelde in Berlin.